# Shappi Khorsandi
Shaparak (Shappi) Khorsandi (persiska: شاپرک خرسندی), född 8 juni 1973 i Teheran, är en brittisk komiker och författare. 
Khorasandis far, Hadi Khorsandi, är även han ståuppkomiker och som skribent i Iran skrev han satiriska texter som kritiserade iranska revolutionen och de blev tvungna att fly till London i England. Shappi Khorsandi växte upp i ett sekulärt hem och menar att hon inte har någon religion men vill inte kalla sig ateist. Shappi Khorsandi är sedan 2016 ordförande i Storbritanniens sekulärhumanistiska förbund, British Humanist Association.
Khorsandi har bland annat medverkat som huvudakt i de engelska ståupteveprogrammen Live at the Apollo, Michael McIntyre's Comedy Roadshow, Friday Night with Jonathan Ross och 8 Out of 10 Cats.
Sommaren 2009 hade hon en egen miniserie på fyra avsnitt på BBC som hette Shappi Talk. I den undersökte hon hur det är att växa upp med en mångkulturell bakgrund.
Shappi Khorsandi har gett ut tre böcker. Den första boken, A Beginner's Guide to Acting English, vilket ungefär betyder Nybörjarkurs i att föreställa engelsk, gavs ut 2009 och innehöll berättelser från hennes uppväxt som invandrare i England. Hennes andra bok, Nina is not OK, är en ungdomsroman som handlar att bli vuxen och den gavs ut 2016. Hon skrev sin tredje bok under nedstängningarna i samband med Coronaviruspandemin 2019-2021. Den kom ut 2 september 2021 och heter Kissing Emma, och handlar om en ung kvinna med fattig bakgrund som kommer upp sig som fotomodell och behandlar problematik på sociala medier, sexuella övergrepp och slut-shaming. Den är inspirerad av Lord Nelsons älskarinna Emma Hamilton, som kritiserades hårt efter Lord Nelson död i slaget vid Trafalgar.
Hon har en son i ett äktenskap med komikern Christian Reilly i London. Paret skilde sig 2010 efter fem års äktenskap.